# Pierre Etchebaster
Pierre Etchebaster, född 8 december 1893, St. Jean de Luz, Frankrike, död 24 mars 1980, var en fransk högerhänt real tennis-spelare. Han anses vara den främste utövaren genom tiderna av racketsporten real tennis  (också kallad court tennis eller jeu de paume), som är det moderna tennisspelets förebild.
Etchebaster upptogs 1978 i International Tennis Hall of Fame.
Etchebaster tjänstgjorde i den franska armén under det första världskriget. Han återvände därefter till sin baskiska hemby och blev snart fransk mästare i olika racketsporter, däribland baskisk pelota.  
År 1922 började Etchebaster spela real tennis, en mycket gammal form av inomhustennis som förde en relativt undanskymd tillvaro i skuggan av modern tennis och golf. År 1927 hade han utvecklat sitt spel i så hög grad att han fick möjlighet att utmana världsmästaren Fred Covey vid Prince Club i London. Etchebaster förlorade mötet med 5-7 i set. Han återvände till London redan året därpå, 1928, och besegrade då Covey med 7-5 i set. Han förblev sedan obesegrad världsmästare i real tennis fram till 1954, det vill säga under 26 år, då han drog sig tillbaka efter att ha försvarat sin titel vid 7 utmanarmöten. Senare har hans rekord om 7 utmanarmöten slagits av Robert Fahey, som 2006 som världsmästare försvarat sin titel 8 gånger.     
År 1930 emigrerade Etchebaster till New York där han spelade real tennis vid the Racquet and Tennis Club som professionell spelare och tränare.   